# طبروسة
طِبروسَة (الاسم العلمي: Tetragnatha)، جنس دويبات من العناكب ساعية قانصة تنتمي إلى فصيلة الطبروسيات. أنواعها 326.
توجد في جميع أنحاء العالم، على الرغم من أن معظمها يوجد في المناطق الاستوائية وشبه الاستوائية. وتسمى عادًة العناكب الممدودة، في إشارة إلى شكل الجسم الممدود.